# Maison d'arrêt de Bonneville
La maison d'arrêt de Bonneville est une maison d'arrêt française située dans la commune de Bonneville, dans le département de la Haute-Savoie et en région Auvergne-Rhône-Alpes.
L'établissement dépend du ressort de la direction interrégionale des services pénitentiaires de Lyon. Au niveau judiciaire, l'établissement relève des tribunaux judiciaires de Bonneville, Thonon-les-Bains et d’Annecy et de la cour d'appel de Chambéry.

## Histoire
La maison d'arrêt de Bonneville est construite entre 1967 et 1969 afin de remplacer la maison d'arrêt d'Annecy considérée comme trop vétuste. L'établissement ouvre en 1969.
En avril 2011, le ministre de la justice Michel Mercier inaugure une extension de la maison d'arrêt dont les travaux ont débuté le 11 février 2009 et ont été achevés en octobre 2010. Outre la rénovation des installations et une augmentation de la capacité d'accueil de l'établissement, ces travaux permettent à l'établissement de disposer d'un nouveau quartier pour femmes et d'un quartier pour mineurs. La création de cette nouvelle extension permet en outre de réhabiliter les anciens bâtiments de l'établissement, les travaux de réhabilitation se terminant en 2013.

## Description
Situé Bois du Jolivet à Bonneville, à la périphérie du centre historique de Bonneville et au confluent de deux rivières (le Borne et l’Arve), la maison d'arrêt est le seul établissement pénitentiaire du département de la Haute-Savoie,. La maison d'arrêt dépend du ressort de la direction interrégionale des services pénitentiaires de Lyon et, au niveau judiciaire, des tribunaux judiciaires de Bonneville, Thonon-les-Bains et d’Annecy et de la cour d'appel de Chambéry. L'offre de soins médicaux dans l'établissement est assuré par le centre hospitalier Alpes Léman.
La maison d'arrêt est installée sur un terrain d'une superficie de 26 213 m2 entouré d'une enceinte de 481 m de longueur, la superficie des bâtiments étant de 14 714 m2.
L'établissement a une capacité d'accueil de 158 places exclusivement pour des détenus mineurs et majeurs, hommes et femmes, prévenus ou condamnés à des peines de moins d'un an. Il est constitué d'un quartier « Maison d'arrêt Hommes » de 125 places, d'un quartier « Maison d'arrêt Femmes » de 22 places totalement séparé et isolé du quartier des hommes, d'un quartier « Maison d'arrêt Mineurs Hommes » de 18 places et d'un quartier « Semi-Liberté » de 6 places,.
Au 1er février 2022, l'établissement accueillait 229 détenus, soit un taux d'occupation de 144,9 %. Malgré les travaux d'agrandissement de l'établissement, le quartier « Maison d'arrêt Hommes » connait toujours un niveau du surpopulation constant, le contrôleur général des lieux de privation de liberté signalant en outre, lors d'une inspection réalisée en 2022, des conditions de détention « indignes » pour ce même quartier. L'établissement arrive ainsi en deuxième position des établissements les plus surpeuplés de la région Auvergne-Rhône-Alpes, derrière la maison d'arrêt du Puy-en-Velay, avant un taux d'occupation de 196,9 % pour le quartier « Maison d'arrêt Hommes ». Cette situation de surpopulation chronique et de dégradation des conditions de travail donne parfois lieu à des actions de blocage de la maison d'arrêt par le personnel de l'établissement.

## Actions de réinsertion des détenus
En 2019, la direction interrégionale des services pénitentiaires de Lyon organise un concours de cuisine entre les détenus des établissements pénitentiaires du Puy-en-Velay, de Bonneville et de Moulins-Yzeure dans le cadre d'un projet de réinsertion. Le projet bénéficie du coaching du chef Michel Portos,, les plats présentés par les détenus étant jugés par des professionnels sous la forme d'un concours culinaire. L'expérience est reconduite en 2020, avec la participation supplémentaire de détenus du centre pénitentiaire de Riom, et en 2021, les finales de ces éditions ayant lieu à l'Institut Paul-Bocuse de Lyon,, et en 2022, sous le nom de « Challenge culinaire des prisons 2022 »,, 
Des activités culturelles, telles que des représentations théâtrales réalisées par des détenues ou des concerts, sont également organisées dans l'établissement. Des modules de réinsertion par la communication sont également proposés.

## Détenus notables
- Jean-Claude Elfassi, journaliste et paparazzi franco-israélien, est incarcéré en octobre 2018 dans l'établissement pendant 10 jours pour avoir refusé de se présenter à des convocations judiciaires[21],[22],

- Cyril Astruc[23]
- Gérard Nicoud, incarcéré le 11 avril 1969, dirigeant syndical français de la Confédération intersyndicale de défense et d'union nationale des travailleurs indépendants (CIDUNATI)[24].

## Événements notables
Plusieurs incendies déclenchés par des détenus sont survenus dans l'établissement,,, dont l'un, survenu en 2017, entraine le décès du détenu incendiaire âgé de 18 ans,.
En aout 2015, un début de mutinerie de 19 détenus refusant de regagner leur cellule survient dans l'établissement, entrainant l'intervention des gendarmes.